# Mickey Tucker
Michael B. "Mickey" Tucker (* 28. April 1941 in Durham, North Carolina) ist ein US-amerikanischer Jazzpianist und -organist.
Tucker fing mit sechs Jahren das Klavierspiel an und spielte noch jung in Kirchen. Er arbeitete im Aufnahmestudio in den 1960ern mit Rhythm-and-Blues-Musikern wie Little Anthony & the Imperials und Damita Jo; auch begleitete er den Komiker Timmy Rogers. In den späten 60ern begann er Jazz zu spielen und trat zwischen 1969 und 1975 mit James Moody, Frank Foster, Roland Kirk (bei dem Tucker auch Orgel spielte), Thad Jones und Mel Lewis, Roy Brooks, Eddie Jefferson und der Band Final Edition auf. Er begleitete den frühen George Benson, bevor dieser den Jazz verließ.
1976 spielte er bei Eric Kloss. Im gleichen Jahr war er auch Mitglied von Art Blakeys Jazz Messengers und fungierte auf ihrer Sommertour durch Europa als deren musikalischer Leiter. Anschließend arbeitete er bei Junior Cook, Philly Joe Jones und Billy Harper.
In den 1980er Jahren spielte Tucker mit dem Art Farmer/Benny Golson Jazztet, Richie Cole, Phil Woods, und Louis Hayes. In den 1990ern arbeitete er wieder mit Junior Cook und dem Jazztet sowie noch mit Bob Ackerman. Er veröffentlichte gelegentlich mehrere Alben als Solist und Leader (zuerst 1975 Triplicity).
Ursprünglich ein Hardbop-Pianist, ist sein Stil nicht auf diesen beschränkt, sondern entspricht allen Erfordernissen des modernen Jazzpianos. Mickey Tucker war schon ein gefragter Musiker, besonders von Musikern, bevor er eigenständig bekannt wurde. Seine Begleitung ist einfallsreich und abwechselnd, seine Soloimprovisationen sind ideenreich und technisch gekonnt. Zum Beispiel verwendet er anstatt Dominantakkorden an der entsprechenden Stelle glissandoartige tonleiterähnliche Läufe von unten nach oben.

## Diskografie
- Triplicity (Xanadu Records, 1975)
- Doublet (Dan Records, 1976)
- Sojourn (Xanadu, 1977)
- Mister Mysterio (Muse Records, 1978)
- The Crawl (Muse, 1979)
- Blues in Five Dimensions (SteepleChase Records, 1989)
- Sweet Lotus Lips (Denon Records, 1989)
- Hang in There (SteepleChase, 1994)
- Gettin' There (SteepleChase, 1995)